# روبرت تود
روبرت تود (بالإنجليزية: Robert Todd)‏ هو سياسي أمريكي، ولد في 1757 في الولايات المتحدة، وتوفي في مارس 1814 بليكسينغتون في الولايات المتحدة.